# Campylaspis clavata
Campylaspis clavata är en kräftdjursart som beskrevs av Lomakina 1952. Campylaspis clavata ingår i släktet Campylaspis och familjen Nannastacidae. Inga underarter finns listade i Catalogue of Life.